# Кузнєцова Віра Несторівна
Віра Несторівна Кузнєцова (рос. Вера Нестеровна Кузнецова; 1908 — 1980-ті) — радянська письменниця-фантастка, педагогиня, що проживала в Казахській РСР та писала російською мовою.

## Творчість
Перу Кузнєцової належить повість у жанрі дитячої наукової фантастики «Неймовірна подорож» (1955). Книгу було створено як художнє і науково-пізнавальне втілення теми «розвитку людського суспільства, починаючи від пітекантропів і до комунізму включно». До роботи над повістю було залучено невелику групу школярів. Кузнєцова також шукала матеріал і консультувалася в бібліотеках і музеях СРСР, у працівників АН СРСР і Казахстану.
Згідно з інформацією, поданою в журналі «Радянський Казахстан» за 1957 рік, написала ще одну повість, під назвою «Земля — Марс», яка, однак, так і не була опублікована.

## Публікації
- Кузнецова В. Н. Необычайное путешествие: НФ повесть / ред. Н. Титов; худ. Н. Гаев. — Алма-Ата : Казгослитиздат, 1955. — 308 с. — 20000 прим.